# Ręczaje (gmina)
Ręczaje (od 1973 Poświętne) – dawna gmina wiejska istniejąca w latach 1867–1954 w Warszawskiem (dzisiejsze województwo mazowieckie). Siedzibą władz gminy były Ręczaje.

## Historia
Gmina Ręczaje powstała 13 stycznia 1867 w związku z reformą gminną w Królestwie Polskim. Należała do powiatu radzymińskiego w guberni warszawskiej
16 marca 1916, w związku z reorganizacją administracyjną terenów Królestwa Polskiego pod okupacją niemiecką podczas I wojny światowej, gminę Ręczaje wyłączono ze zniesionego powiatu radzymińskiego i włączono ją do powiatu warszawskiego.
W 1919 roku gmina Ręczaje powróciła do reaktywowanego powiatu radzymińskiego w polskim województwie warszawskim. 7 lutego 1919 z gminy Ręczaje wyłączono wieś Wołomin (z folwarkiem Wołominkiem), któremu nadano prawa miejskie. 1 lutego 1925 rozszerzono granice Wołomina przez przyłączenie do niego folwarku Wołomin-Dwór, wsi Wołomin, nieruchomości ziemskiej o obszarze 0,56 ha oraz części wsi Lipiny A o obszarze 22,4 ha.
20 października 1933 gminę Ręczaje podzielono na 27 gromad: Choiny, Cygów, Czubajowizna, Duczki, Grabicz, Grabie, Helenów, Kolno, Krzywica, Laskowizna, Leśniakowizna, Lipinki, Lipiny Nowe, Lipiny Stare, Majdan, Mostówka, Nadbiel, Nowa Wieś, Nowy Cygów, Ossów, Poświętne, Ręczaje Nowe, Ręczaje Polskie, Sławek, Wola Cygowska, Wola Ręczajska i Zagościniec.
1 kwietnia 1939 kosztem gminy Ręczaje zasilono po raz trzeci Wołomin, włączając do niego gromadę Sławek oraz część gromady Lipiny Nowe (kolonię Kurp, kolonię Lipiny-Letnisko, kolonię Gródek, osadę Karczemna oraz osady wsi Lipiny A od nr 1 do nr 33 włącznie); z gminy Ręczaje wyaczono także gromady Grabicz i Ossów, włączając je do gminy Kobyłka w tymże powiecie.
Podczas II wojny światowej w Generalnym Gubernatorstwie, w dystrykcie warszawskim, w Landkreis Warschau (ponownie zniesiono powiat radzymiński). W 1943 roku okupant zniósł gromadę Grabie w gminie Ręczaje, dzieląc ją na Grabie Nowe i Grabie Stare, a Ręczaje Nowe przemianował na Ręczaje Niemieckie. W 1943 roku gmina Ręczaje składała się z 25 gromad i liczyła 7389 mieszkańców: Choiny (194 mieszkańców), Cygów (555), Czubajowizna (151), Duczki (441), Grabie Nowe (225), Grabie Stare (283), Helenów (127), Kolno (251), Krzywica (201), Laskowizna (117), Leśniakowizna (469), Lipinki (277), Lipiny Nowe (183), Lipiny Stare (590), Majdan (241), Mostówka (123), Nadbiel (130), Nowa Wieś (329), Nowy Cygów (107), Poświętne (284), Ręczaje Niemieckie (413), Ręczaje Polskie (284), Wola Cygowska (327), Wola Ręczajska (490) i Zagościniec (597).
Po wojnie gmina zachowała przynależność administracyjną sprzed wojny, reaktywując po raz kolejny powiat radzymiński w województwie warszawskim. Władze polskie początkowo powróciły do podziału administracyjnego gminy sprzed wojny, lecz już 1 stycznia 1949 gromadę Grabie podzielono ponownie na gromady Grabie Nowe i Grabie Stare.
1 lipca 1952 zmieniono nazwę powiatu radzymińskiego na wołomiński; równocześnie kolejną część obszaru gminy Ręczaje włączono do Wołomina (gromadę Nowa Wieś i osiedle Lipiny-Kąty). Według stanu z dnia 1 lipca 1952 gmina składała się z 24 gromad: Choiny, Cygów, Czubajowizna, Duczki, Grabie Nowe, Grabie Stare, Helenów, Kolno, Krzywica, Laskowizna, Leśniakowizna, Lipinki, Lipiny Nowe, Lipiny Stare, Majdan, Mostówka, Nadbiel, Nowy Cygów, Poświętne, Ręczaje Nowe, Ręczaje Polskie, Wola Cygowska, Wola Ręczajska i Zagościniec.
Gminę Ręczaje zniesiono 29 września 1954 wraz z reformą wprowadzającą gromady w miejsce gmin. Jednostki nie przywrócono 1 stycznia 1973 po reaktywowaniu gmin, utworzono natomiast jej terytorialny odpowiednik, gminę Poświętne. Część dawnej gminy Ręczaje znajduje się na obszarze miasta Wołomina.